# Wolfgang Dandorfer
Wolfgang Dandorfer (* 5. Juni 1949 in Vilseck; † 29. Juli 2023 in Ainring) war ein deutscher Politiker (CSU).

## Leben
Nach dem Abitur in Amberg leistete Wolfgang Dandorfer den Wehrdienst bei der Bundeswehr.
Anschließend absolvierte er das Studium des Lehramts an der Gesamthochschule Eichstätt.
Von 1974 bis 1984 war er stellvertretender Kreisvorsitzender der Jungen Union in Amberg.
Im Jahre 1975 wurde er Mitglied der CSU-Kreisvorstandschaft Amberg.
Von 1978 bis 1990 gehörte Wolfgang Dandorfer als ehrenamtlich gewähltes Mitglied dem Amberger Stadtrat an. Von 1984 bis 1990 war er Vorsitzender der CSU-Stadtratsfraktion.
Nach seiner Tätigkeit als Lehrer war Dandorfer von 1982 bis 1990 Mitglied des Bayerischen Landtags.

## Oberbürgermeister
Im Jahre 1990 wurde Dandorfer als Nachfolger von Franz Prechtl zum Oberbürgermeister der Stadt Amberg gewählt. In den Jahren 1996, 2002 und 2008 gelang ihm jeweils die Wiederwahl, teilweise gegen fünf Mitbewerber.
Die Amtszeit von Wolfgang Dandorfer endete am 30. April 2014, da er nicht mehr zur Kommunalwahl kandidiert hatte. Zu seinem Nachfolger wurde Michael Cerny (CSU) gewählt.
Während und bereits vor seiner Amtszeit kam es wie in vielen Kommunen zu einem Strukturwandel (so beispielsweise Abzug der US-Streitkräfte 1992; Schließung der Kaiser-Wilhelm-Kaserne 1994; Konkurs der Firma Baumann (Emailwaren) 1986). Ausgleichsweise entstanden mehrere Gewerbe- und Industriegebiete, an Stelle der von den US-Streitkräften aufgegebenen von-Möhl-Kaserne wurden neue Wohngebiete geschaffen, und 2001 wurde Amberg der „Bayerische Qualitätspreis wirtschaftsfreundliche Gemeinde“ von der Bayerischen Staatsregierung verliehen.
Herausragendes Ereignis für Amberg unter Oberbürgermeister Dandorfer war die Gründung der Ostbayerischen Technische Hochschule Amberg-Weiden im Jahr 1994. Dieses Beispiel von Rüstungskonversion (die Hochschule befindet sich in den Gebäuden der ehemaligen Kaiser-Wilhelm-Kaserne der Bundeswehr, s. o.) sowie die enge Zusammenarbeit dieser Institution mit Amberger und Oberpfälzer Unternehmen und der Status einer Studentenstadt hatten bzw. haben positive kulturelle und wirtschaftliche Auswirkungen auf Amberg und seine Umgebung.
Daneben war in der Innenstadt auch die Schließung eines seither leerstehenden Kaufhauses zu verzeichnen, das 2005 versteigert wurde.
Die Bayerische Landesgartenschau „Leben am Fluss“ 1996 wiederum führte zu neuen Grünanlagen (LGS-Gelände) an der Vils, zum Neubau des Amberger Congresscentrums ACC (wirtschaftliche und kulturelle Veranstaltungen) sowie zu einem neuen Volksfestplatz (Dultplatz).
In der Amtszeit Dandorfers fand die Bayerische Landesausstellung des Hauses der Bayerischen Geschichte „Der Winterkönig – Der letzte Kurfürst aus der Oberen Pfalz“ im Jahr 2003 im Stadtmuseum Amberg statt. Diese besucherstärkste Ausstellung Ambergs wurde von über 81.000 Menschen aus dem In- und Ausland frequentiert, was (ohne die Übernachtungen) einen erheblichen Kaufkraftzufluss für die Stadt bedeutete.

## Auszeichnungen
- 2000: Bundesverdienstkreuz 1. Klasse
- 2004: Kommunale Verdienstmedaille.[14]
- 2007: Bayerischer Verdienstorden
- 2013: Ehrenkreuz der Bundeswehr in Gold[15]
- 2014: Bayerische Verfassungsmedaille in Silber
- 2019: Ehrenbürger der Stadt Amberg[16][17]